# Allanamiento de error tipográfico

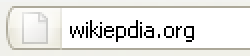
Una URL introducida incorrectamente que podría llevar a un sitio operado por un cybersquatter

El allanamiento de error tipográfico, también conocido en inglés como typosquatting o URL hijacking, es una forma de ciberocupación y/o de brandjacking, que se basa en los errores tipográficos cometidos por usuarios de internet cuando introducen la dirección de un sitio web en un navegador. Cuando esto sucede la dirección puede llevarlos a un sitio alternativo propiedad de un cybersquatter.
La URL de los sitios web de cybersquatters usualmente sigue una de estas cinco variaciones.
- Un error ortográfico o una pronunciación extranjera del URL. Ejemplo: ejemple.com
- Un error tipográfico. ejemlop.com
- Una URL expresada diferente. ejemplos.com
- Un TLD diferente. ejemplo.org
- Un ccTLD diferente. ejemplo.co

Una vez en el sitio web del typosquatter, el usuario puede ser engañado para que piense que están en el sitio web correcto a través del uso de logos similares o copiados, una interfaz de usuario o contenido similar, el fin de ello es el robo de información personal tal como contraseñas, tarjetas de crédito o la venta de productos y servicios. En algunos casos pueden utilizar el phishing.

## Motivación
Hay muchas diferentes razones por las que un typosquatter pueda llegar a utilizar esta clase de engaño.
- Para vender el dominio con el error ortográfico al dueño del sitio web que imita.
- Para monetizar el dominio a través de publicidad.
- Para redirigir el sitio web con el error tipográfico a un competidor.
- Como un esquema de phishing con el fin de robar contraseñas, correos electrónicos, tarjetas de crédito o información personal.
- Para instalar malware o generadores de ganancia adware en los dispositivos de los visitantes.
- Para expresar una opinión diferente de la que el sitio web verdadero pretende.

## Ejemplos
Desde 2006 existe una variante considerada como phishing/fraude de Google llamada "Goggle.com", entre 2011 y 2012 la URL redirigía al sitio web de Google. Mientras que un chequeo en 2019 reveló que el sitio web solo muestra las palabras "Goggle.com Inc.". Otro ejemplo del typosquatting es yuube.com dirigido a usuarios de YouTube, esta página redirigía a los usuarios a un sitio web malicioso que pedía a los usuarios que instalaran una extensión de seguridad a su navegador que era en realidad malware.
Usuarios que intentaban visitar el sitio web del famoso juego de navegador Agar.io eran suceptibles de cometer un error tipográfico en la URL lo cual los llevaba a agor.io. Visitar el sitio producía un Susto repentino del famoso creepypasta Jeff the Killer. El sitio fue derribado en 2017.

## La resolución de WIPO
Bajo la "Política de Resolución de Disputas de Nombres de Dominio Uniformes" (o UDRP), los dueños de marcas pueden presentar un caso en la Organización Mundial de la Propiedad Intelectual (o WIPO) contra typosquatters (o contra cybersquatters en general). El demandante debe demostrar que el nombre del dominio registrado es idéntico o similar al de sus marcas y que el nombre del dominio está siendo usado de mala fe.